# Rhizedra nervosa
Rhizedra nervosa là một loài bướm đêm trong họ Noctuidae.